# Chất đối kháng hormone giải phóng gonadotropin
Chất đối kháng hormone giải phóng gonadotropin (chất đối kháng GnRH) là một nhóm thuốc đối kháng thụ thể hormone giải phóng gonadotropin (thụ thể GnRH) và do đó đối kháng tác dụng của hormone giải phóng gonadotropin (GnRH). Chúng được sử dụng trong điều trị ung thư tuyến tiền liệt, lạc nội mạc tử cung, u xơ tử cung, vô sinh nữ trong hỗ trợ sinh sản và các chỉ định khác.
Một số chất đối kháng GnRH, chẳng hạn như cetrorelix, có cấu trúc tương tự như GnRH tự nhiên (một loại hormone được tế bào thần kinh ở vùng dưới đồi bài tiết) nhưng có tác dụng đối kháng, trong khi các chất đối kháng GnRH khác, chẳng hạn như elagolix và relugolix, là các hợp chất phân tử nhỏ không peptit. Các chất đối kháng GnRH cạnh tranh với GnRH tự nhiên khi liên kết với thụ thể GnRH, do đó làm giảm hoặc chẹn tác dụng của GnRH tự nhiên.

## Sử dụng trong y khoa

### Ung thư tuyến tiền liệt
Testosterone thúc đẩy sự phát triển của nhiều khối u tuyến tiền liệt và do đó làm giảm testosterone tuần hoàn xuống mức rất thấp (thiến) thường là mục tiêu điều trị cho nam giới mắc ung thư tuyến tiền liệt giai đoạn cuối. Thuốc đối kháng GnRH được sử dụng để ức chế nhanh testosterone mà không làm tăng nồng độ testosterone như khi điều trị bằng thuốc chủ vận GnRH. Ở những bệnh nhân mắc bệnh giai đoạn cuối, sự gia tăng testosterone này có thể dẫn đến bùng phát khối u và có thể dẫn đến một loạt các triệu chứng lâm sàng như đau xương, tắc niệu đạo và chèn ép tủy sống. Các cơ quan dược phẩm đã đưa ra cảnh báo về hiện tượng này trong tờ hướng dẫn sử dụng của thuốc chủ vận GnRH. Vì sự gia tăng testosterone không xảy ra với thuốc đối kháng GnRH, nên bệnh nhân không cần phải dùng thuốc kháng androgen để tránh hiệu ứng bùng phát trong quá trình điều trị ung thư tuyến tiền liệt. Các chất chủ vận GnRH cũng gây ra sự gia tăng nồng độ testosterone sau mỗi lần tiêm lặp lại thuốc - một hiện tượng không xảy ra với thuốc đối kháng GnRH.
Việc giảm nồng độ testosterone khi điều trị bằng chất đối kháng GnRH sẽ làm giảm kích thước của khối u tuyến tiền liệt. Điều này dẫn đến việc giảm nồng độ kháng nguyên đặc hiệu của tuyến tiền liệt (PSA) trong máu của bệnh nhân và do đó, đo nồng độ PSA là một cách để theo dõi xem bệnh nhân bị ung thư tuyến tiền liệt đáp ứng như thế nào với điều trị. Thuốc đối kháng GnRH có tác dụng ngay lập tức dẫn đến ức chế testosterone nhanh và mạnh, do đó đặc biệt có giá trị trong điều trị bệnh nhân ung thư tuyến tiền liệt cần kiểm soát bệnh nhanh chóng.
Thuốc abarelix đối kháng GnRH đã bị rút khỏi thị trường Hoa Kỳ vào năm 2005 và hiện chỉ được bán ở thị trường Đức để sử dụng cho bệnh nhân ung thư tuyến tiền liệt có triệu chứng. Degarelix là một chất đối kháng GnRH được chấp thuận sử dụng cho những bệnh nhân mắc ung thư tuyến tiền liệt tiến triển nhạy cảm với hormone ở Châu Âu và Hoa Kỳ.

### Điều trị vô sinh
Thuốc đối kháng GnRH cũng được sử dụng trong thời gian ngắn để ngăn ngừa tăng LH sớm và rụng trứng nội sinh ở những bệnh nhân đang trải qua quá trình kích thích buồng trứng với FSH để chuẩn bị cho thụ tinh trong ống nghiệm (IVF). Thông thường, chúng được sử dụng ở giai đoạn nang trứng giữa trong các chu kỳ kích thích sau khi sử dụng gonadotropin và trước khi sử dụng hCG - được dùng nhằm kích thích rụng trứng. Phác đồ này có thể có lợi ở những phụ nữ được cho là những người phản ứng quá mức, và có thể những người được cho là những người phản ứng kém với quá kích buồng trứng. Có lẽ có rất ít hoặc không có sự khác biệt giữa phác đồ đối kháng GnRH và phác đồ chủ vận GnRH về khả năng sinh hoặc nguy cơ sẩy thai nhưng thuốc đối kháng GnRH có thể làm giảm nguy cơ mắc hội chứng quá kích buồng trứng. Các thuốc đối kháng GnRH hiện được cấp phép sử dụng trong điều trị hiếm muộn là cetrorelix và ganirelix.

### Rối loạn tử cung
Elagolix được chỉ định để điều trị chứng đau do lạc nội mạc tử cung vừa đến nặng và relugolix được chỉ định để điều trị u xơ tử cung.

### Mục đích sử dụng khác
Các chất đối kháng GnRH đang được nghiên cứu để điều trị ung thư vú nhạy cảm với hormone ở phụ nữ. Còn ở nam giới, chúng đang được nghiên cứu trong điều trị tăng sản lành tính tuyến tiền liệt và cũng là các thuốc tránh thai tiềm năng. Các chất đối kháng GnRH cũng được sử dụng làm thuốc ngăn dậy thì ở thanh niên chuyển giới và ức chế nồng độ hormone sinh dục ở thanh thiếu niên và người trưởng thành chuyển giới.

### Các thuốc có sẵn
| Tên | Biệt dược/Tên mã   | Chỉ định                              | Loại         | Đường dùng | Năm ra mắt/Trạng thái* | Lượt truy cập |
| --- | ------------------ | ------------------------------------- | ------------ | ---------- | ---------------------- | ------------- |
| Abarelix | Plenaxis           | Ung thư tuyến tiền liệt               | Peptit       | IM         | 2003                   | 116.000       |
| Cetrorelix | Cetrotide          | Vô sinh nữ (hỗ trợ sinh sản)          | Peptit       | SC         | 2000                   | 134.000       |
| Degarelix | Firmagon           | Ung thư tuyến tiền liệt               | Peptit       | SC         | 2008                   | 291.000       |
| Elagolix | Orilissa           | Lạc nội mạc tử cung; U xơ tử cung     | Không peptit | Đường uống | 2018                   | 126.000       |
| Ganirelix | Orgalutran         | Vô sinh nữ (hỗ trợ sinh sản)          | Peptit       | SC         | 2000                   | 134.000       |
| Linzagolix | KLH-2109; OBE-2109 | Lạc nội mạc tử cung; U xơ tử cung     | Không peptit | Đường uống | Giai đoạn III          | 9,730         |
| Relugolix | Relumina           | U xơ tử cung, ung thư tuyến tiền liệt | Không peptit | Đường uống | 2019                   | 44,900        |
| Ghi chú: Năm ra mắt/trạng thái = Năm ra mắt hoặc trạng thái phát triển (tình đến tháng 2 năm 2018). Lượt truy cập = Lượt truy cập Google Tìm kiếm (tính đến tháng 2 năm 2018). |                    |                                       |              |            |                        |               |

Các chất đối kháng GnRH được chấp thuận hiện nay bao gồm các phân tử peptit abarelix, cetrorelix, degarelix và ganirelix và các hợp chất phân tử nhỏ elagolix và relugolix. Thuốc đối kháng GnRH tiêm dưới da (cetrorelix, degarelix, ganirelix), tiêm bắp (abarelix), hoặc uống (elagolix, relugolix).
Một chất đối kháng GnRH không peptit đường uống đang được phát triển là linzagolix.

## Tác dụng phụ
Giống như với tất cả các liệu pháp điều trị bằng nội tiết tố, thuốc đối kháng GnRH cũng có các tác dụng phụ của nội tiết tố như bốc hỏa, đau đầu, buồn nôn và tăng cân. Khi được sử dụng trong điều trị khả năng sinh sản, chúng cũng có thể gây ra đau bụng và quá kích buồng trứng. Các thuốc tiêm dưới da gặp phản ứng tại chỗ tiêm và abarelix gặp phản ứng dị ứng toàn thân khởi phát tức thì.

## Dược lý
Các chất đối kháng GnRH liên kết cạnh tranh và thuận nghịch với thụ thể GnRH trong tuyến yên, từ đó ngăn chặn việc giải phóng hormone hoàng thể hóa (LH) và hormone kích thích nang trứng (FSH) từ thùy trước tuyến yên. Ở nam giới, việc giảm LH nhanh chóng ức chế sản xuất testosterone trong tinh hoàn; ở phụ nữ, nó ức chế sản xuất estradiol và progesterone từ buồng trứng. Các chất đối kháng GnRH có thể ức chế việc sản xuất hormone sinh dục của tuyến sinh dục và ức chế khoảng 95% nồng độ hormone sinh dục đến mức nồng độ thiến.
Không giống như các chất chủ vận GnRH, kích thích ban đầu trục dưới đồi - tuyến yên - tuyến sinh dục (trục HPG) dẫn đến sự gia tăng nồng độ testosterone hoặc estrogen, các chất đối kháng GnRH có tác dụng ngay lập tức và làm giảm nhanh chóng nồng độ hormone sinh dục mà không có hiệu ứng bùng nổ ban đầu.

## Hóa học
Các chất đối kháng GnRH bao gồm các peptit như cetrorelix và các hợp chất phân tử nhỏ không peptit như elagolix. Peptide đối kháng GnRH là chất tương tự GnRH.
| Hợp chất   | Trình tự amino acid                                                                        | Tiếp thị |
| ---------- | ------------------------------------------------------------------------------------------ | -------- |
| Cetrorelix | Ac- D -Nal- D -Cpa- D -Pal-Ser-Tyr- D -Cit-Leu-Arg-Pro- D -Ala-NH 2                        | Có       |
| Abarelix   | Ac- D -Nal- D -Cpa- D -Pal-Ser- N -MeTyr- D -Asn-Leu-Lys (iPr) -Pro- D -Ala-NH 2           | Có       |
| Ganirelix  | Ac- D -Nal- D -Cpa- D -Pal-Ser-Tyr- D -hArg (Et) 2 -Leu-hArg (Et) 2 -Pro- D -Ala-NH 2      | Có       |
| Degarelix  | Ac- D -Nal- D -Cpa- D -Pal-Ser-Aph (Hor) - D -Aph (Cba) -Leu-Lys (iPr) -Pro- D -Ala-NH 2   | Có       |
| Teverelix  | Ac- D -Nal- D -Cpa- D -Pal-Ser-Tyr- D -hCit-Leu-Lys (iPr) -Pro- D -Ala-NH 2                | Không    |
| Ozarelix   | Ac- D -Nal- D -Cpa- D -Pal-Ser- N -MeTyr- D -hCit-Nle-Arg-Pro- D -Ala-NH 2                 | Không    |
| Ornirelix  | Ac- D -Nal- D -Cpa- D -Pal-Ser-Lys (Pic) - D -Orn (6Anic) -Leu-Lys (iPr) -Pro- D -Ala-NH 2 | Không    |
| Iturelix   | Ac- D -Nal- D -Cpa- D -Pal-Ser-Lys (Nic) - D -Lys (Nic) -Leu-Lys (iPr) -Pro- D -Ala-NH 2   | Không    |
| Acyline    | Ac- D -Nal- D -Cpa- D -Pal-Ser-Aph (Ac) - D -Aph (Ac) -Leu-Lys (iPr) -Pro- D -Ala-NH 2     | Không    |
| Azaline B  | Ac- D -Nal- D -Cpa- D -Pal-Ser-Aph (Atz) - D -Aph (Atz) -Leu-Lys (iPr) -Pro- D -Ala-NH 2   | Không    |
| Nguồn:     |                                                                                            |          |